# 朱祁鏓
平乡荣顺王朱祁鏓（1444年—1476年7月28日），明朝赵惠王朱瞻塙庶八子，高氏所生。赵简王朱高燧孙，明成祖曾孙。

## 生平
朱祁鏓生于正统九年（1444年）。同年正月，明英宗写信给朱瞻塙，称朱瞻塙生下双胞胎儿子，是祖宗福祐所及、朱瞻塙積善之慶、宗室蕃衍之徵，要朱瞻塙好好抚养这对双胞胎儿子。朱祁鏓或即朱瞻塙的双胞胎儿子之一。
天順元年（1457年）六月赐名。天顺二年（1458年）五月，明英宗命泰寧侯陳涇等為正使、吏科給事中魯崇志等為副使，各自持節冊封朱祁鏓的嫡七兄朱祁鉷为南乐王，朱祁鏓為平乡王。
朱祁鉷、朱祁鏓因乳母生病而同嫡三哥湯陰王朱祁𨧨十天内两次禱于城隍廟，且聚集伶人男婦百餘人在廟戲舞酣宴，被彰德府知府李嶲上报。天顺五年（1461年）十月，英宗降敕切責。同月，给朱祁鉷、朱祁鏓岁禄各二千石，米钞兼支。
成化十二年（1476年）七月，朱祁鏓去世。明宪宗闻讯，輟朝一日，按制度賜祭葬，谥榮順。

## 身后
朱祁鏓死后，俸禄停止发放。因遗孀王妃徐氏请求，成化十三年（1477年）五月，宪宗赐其食米每年一百石。成化十五年（1479年）五月，徐妃提出丧夫已经三年，庶長子尚未受封，难以支付日常费用，請求按如興平恭靖王朱尚烐妃湯氏的例子，增加至每年三百石。戶部覆奏，获准。
后来河南諸王的坟墓多被盜掘，成化二十二年（1486年）七月，朱祁鏓的坟墓也遭盗掘。宪宗认为巡守巡捕等官緝捕不嚴，命将他们和府卫掌印官都停发俸禄，如果不能抓获盗贼，必治罪不宽恕。
弘治元年（1488年）九月，朱祁鏓的庶长子朱見洸受册袭封為平乡王。

## 评价
- 《弇山堂别集》卷074：寵祿光大，和比於理。